# Chagunius baileyi
Chagunius baileyi е вид лъчеперка от семейство Шаранови (Cyprinidae).

## Разпространение и местообитание
Видът е разпространен в Мианмар и Тайланд.
Обитава пясъчните дъна на сладководни басейни, реки и потоци.

## Описание
Популацията на вида е намаляваща.